# محوطه روبابان کوچک
محوطه روبابان کوچک مربوط به عصر مس و سنگ - عصر مفرغ - دوره اشکانیان - سده‌های میانه دوران‌های تاریخی پس از اسلام است و در شهرستان گیلانغرب، بخش مرکزی، دهستان حومه، ۱۸۰۰ متری شمال شرقی روستای روبابان کوچک واقع شده و این اثر در تاریخ ۲۶ اسفند ۱۳۸۷ با شمارهٔ ثبت ۲۵۶۲۹ به‌عنوان یکی از آثار ملی ایران به ثبت رسیده است.